# Liste der Mitglieder der Deutschen Akademie der Naturforscher Leopoldina/1913
Die Liste der Mitglieder der Deutschen Akademie der Naturforscher Leopoldina für 1913 enthält alle Personen, die im Jahr 1913 zum Mitglied ernannt wurden. Insgesamt gab es sieben neu gewählte Mitglieder.

## Neu gewählte Mitglieder
| Nr.  | Name                                           | Geboren       | Aufnahme | Gestorben     | Fachsektion                              | Bild                     |
| ---- | ---------------------------------------------- | ------------- | -------- | ------------- | ---------------------------------------- | ------------------------ |
| 3352 | Karl Arnold Reißert                            | 25. Okt. 1860 | 11. Jun. | 21. Nov. 1945 | Chemie                                   |                          |
| 3353 | Leonhard Sigmund Friedrich Kuno Klaus Schultze | 28. Mai 1872  | 16. Jun. | 28. März 1955 | Anthropologie, Ethnologie und Geographie |                          |
| 3354 | Jean-Louis Prevost                             | 12. Mai 1838  | 27. Jun. | 12. Sep. 1927 | Neurologie und Physiologie               |                          |
| 3355 | Carl August Ludwig Wullstein                   | 22. Apr. 1864 | 5. Jul.  | 11. Okt. 1930 | Wissenschaftliche Medizin                |                          |
| 3356 | Gino Loria                                     | 19. Mai 1862  | 21. Jul. | 30. Jan. 1954 | Mathematik und Astronomie                | Gino Loria               |
| 3357 | Eduard Ludwig Erwin Lohr                       | 1. Dez. 1880  | 1. Aug.  | 23. Okt. 1951 | Physik und Meteorologie                  | Eduard Ludwig Erwin Lohr |
| 3358 | Werner Magnus                                  | 6. Sep. 1867  | 13. Dez. | 3. Aug. 1942  | Botanik                                  |                          |